# Ripuarische Franken
De Ripuarische Franken waren een Germaans stamverband van Frankische stammen die aan rivieren (onder andere de middenloop van de Rijn) woonden. Hun naam Ripa betekent dan ook oever in het Latijn. De Tencteren, Sugambriërs, Cherusken en Chatten worden er gewoonlijk toe gerekend. Zij zijn bekend van de Ripuarische wet, de Lex Ripuaria.
Hun gebied werd Francia Rinensis genoemd en de voornaamste residentie van hun vorsten was Keulen. Het gebied van de Ripuarische Franken, synoniem Rijnfranken, besloeg het gehele Rijngebied, het gebied ten oosten van de Maas en het gebied langs de Moezel. De Ripuarische Franken bleven steeds gelegerd ten oosten van het Kolenwoud of Silva Carbonaria, in tegenstelling tot de Salische Franken (waarnaar hoogstwaarschijnlijk Salland is genoemd). In de Lage Landen heersten de Ripuarische Franken over het gebied boven de Benedenrijn (de Betuwe en Hamaland).

## Geschiedenis

### Romeinse periode
In 388 ondernomen de Franken een rooftocht in de Romeinse provincie Germania Secunda. Volgens Gregorius van Tours, die het verloren gegane werk van Sulpicius Alexander aanhaalde trokken zij onder hun leider Marcomer door de Limes (Romeinse Rijngrens), doodden veel mensen, brachten verwoesting aan de meest vruchtbare landen en zorgden voor paniek in de stad Colonia Claudia Ara Agrippinensium (Keulen). Na deze inval trok de hoofdmacht van de Franken zich terug over de Rijn met hun buit. Een deel van de Franken bleef achter in het Belgische bos genaamd Silva Carbonaria. Toen de Romeinse generaals Magnus Maximus, Nanninus en Quintinus het nieuws hoorden, vielen ze de resterende Frankische troepen aan in dit bos en doodden velen van hen. Na deze confrontatie stak Quintinus de Rijn over om de Franken in hun eigen land te straffen, maar zijn leger werd omsingeld en verslagen. Sommige Romeinse soldaten verdronken in de moerassen, anderen werden gedood door de Franken; weinigen wisten terug te keren naar het Rijk. De dichter Claudianus schreef dat Marcomer door de Romeinen werd gevangengenomen en verbannen naar een villa in Toscane. Zijn broer Sunno stak later opnieuw de Rijn over en probeerde leider van de Ripuariërs te worden, maar werd vermoord door zijn eigen volk.(zh)  Volgens het Liber historiae Francorum probeerde Marcomer de (Ripuarische) Franken te verenigen na de dood van Sunno. Schijnbaar communiceerde hij met hen via zijn villa in Toscane, waar hij heen was verbannen door de Romeinen. Volgens het Liber historiae Francorum stelde hij voor dat alle Franken verenigd onder één koning zouden moeten leven en hij stelde zijn zoon Pharamond aan. De bron vermeldt niet of Marcomer slaagde, maar aan de hand van andere bronnen kan geconcludeerd worden dat Pharamond werd beschouwd als de eerste koning van de Franken.
Omstreeks 420 zouden de (Ripuarische) Franken onder koning Pharamond naar het Romeinse gebied zijn getrokken. De (Ripuarische) Franken vestigden zich aan beide kanten van de grens in het oosten van Germania Secunda. Keulen kwam in hun handen en zij bezetten de streek tussen Koblenz, Trier en Metz dat enige tijd daarvoor door het Romeinse leger was verlaten. Omstreeks 440 plunderden zij de stad Trier. De Romeinse veldheer Aetius trok ten strijde tegen de invallers en sloot met hen een verdrag, zij mochten hun vestigen aan de Romeinse kant van de Limes (Romeinse Rijk) houden, in ruil dat zij de verdediging van de Limes op zich namen.

### Frankische periode
In de 7e eeuw kwam Francia Rinensis bekend te staan als Austrasia. Ten tijde van de Merovinger Dagobert I werd het gewoonterecht van de Ripuariërs op schrift gezet, de zogenaamde Lex Ribvaria.

## Legenden
Sommige delen van het Liber historiae Francorum zijn gestoeld op legenden, bijvoorbeeld het verhaal dat de Ripuarische Frankenleider Marcomer een afstammeling is van de Trojaanse koning Priamus. Ook andere vroege verslagen vermelden dat de Franken geloofden dat hun voorouders oorspronkelijk vanuit Pannonia aan de Donau naar hun thuisland in het Rijnland verhuisden. Deze zijn de Geschiedenis van de Franken die in de 6e eeuw werd geschreven door Gregorius van Tours en een werk uit de 7e eeuw dat bekendstaat als de Kroniek van Fredegar. Hoewel Gregorius niet diep op het verhaal inging, rapporteerde hij dat net als in het mythische oorsprongsverhaal van de Romeinen, dat werd gecreëerd door Vergilius, de Franken afstamden van het Trojaanse koningshuis, dat ontsnapte na de Val van Troje. Fredegars versie, waarin de dichter Vergilius bij naam wordt genoemd, verbond de Franken niet alleen met de Romeinen, maar ook met de Frygiërs, Macedoniërs en Turken. Hij meldde ook dat zij een nieuwe stad aan de Rijn hadden gebouwd, genaamd Troje, naar hun voorouderlijk huis. De stad die hij in gedachten had, is waarschijnlijk de stad die nu bekendstaat als Santen, dat in de middeleeuwen bekendstond als Troja Minor (Klein Troje), de naam Santen is overgenomen van een bijgelegen oordje, dat op zijn beurt overgenomen is van een bijgelegen sticht, die was opgericht in 751 genaamd "ad sanctos" (Bij de heiligen).

## Latere naamgeving
De Ripuarische Franken worden verbonden met de oorsprong van de naam Frankfurt am Main, wat een vestingstad van de Ripuariërs was veroverd op de Alemannen. Er is een legende van Karel de Grote over deze naamgeving, toen Karel de Grote vocht tegen de Saksen en via Frankfurt passeerde.
Tevens wordt de naam van het gebied Franconië met de Ripuariërs verbonden, een gebied stroomopwaarts de Main tot in Noord-Beieren.